# زیشترانس
زیشترانس (به آلمانی: Sistrans) یک منطقهٔ مسکونی در اتریش است که در اینسبروک لند واقع شده‌است. زیشترانس ۷٫۹ کیلومتر مربع مساحت دارد ۹۱۹ متر بالاتر از سطح دریا واقع شده‌است.